# Großer Preis der Niederlande 1977
Der Große Preis der Niederlande 1977 (offiziell XXIV Grote Prijs van Nederland) fand am 28. August auf dem Circuit Park Zandvoort in Zandvoort statt und war das 13. Rennen der Automobil-Weltmeisterschaft 1977.

## Berichte

### Hintergrund
Da die Meldeliste für den niederländischen Grand Prix mit 34 Piloten ähnlich umfangreich war, wie sechs Wochen zuvor in Großbritannien, beschlossen die Veranstalter, eine Vorqualifikation nach dem Vorbild des Britischen Grand Prix durchzuführen. Dadurch sollte die Anzahl der Fahrzeuge, die am regulären Training teilnehmen durften, vorab reduziert werden. Nachdem jedoch Arturo Merzario, der zum Kreis der Vorqualifikanten gehört hätte, anhand des Regelwerks belegen konnte, dass dies nicht regelkonform sei, nahmen die Veranstalter ihre Entscheidung zurück und ließen alle 34 Fahrer an den Trainingseinheiten am Freitag und Samstag teilnehmen.
Das Renault-Werksteam, das die Großen Preise von Deutschland und Österreich zugunsten von Testfahrten zur Weiterentwicklung des turbogetriebenen Wagens hatte ausfallen lassen, trat ebenso wieder an, wie RAM Racing, wo an diesem Wochenende zwei einheimische Gaststarter zum Einsatz kamen, darunter der Formel-1-Neuling Michael Bleekemolen. Riccardo Patrese kehrte ins Shadow-Werksteam zurück, nachdem Unstimmigkeiten zwischen seinem Sponsor und dem Team beseitigt waren. Somit musste Merzario, der seinen Landsmann in Österreich vertreten hatte, wieder mit seinem Privatteam an den Start gehen.
Brian Henton wurde von dem niederländischen Team HB Bewaking Alarmsystemen eingeladen, den Boro 001 anstelle seines privaten March 761 zu pilotieren. Er nahm das Angebot an.
Das March-Werksteam ging erstmals mit einem Exemplar des neuen March 771 ins Rennen. Er wurde von Ian Scheckter pilotiert, während Alex Ribeiro weiterhin den herkömmlichen 761B steuerte.

### Training
Mario Andretti sicherte sich seine fünfte Pole-Position des Jahres vor Jacques Laffite sowie den WM-Kontrahenten des Vorjahres, Niki Lauda und James Hunt. Es folgte Carlos Reutemann neben Gunnar Nilsson in der dritten Startreihe.
Jody Scheckter, der zu diesem Zeitpunkt neben Lauda und Andretti die besten Chancen auf den Gewinn der Weltmeisterschaft hatte, erreichte nur den 15. Startplatz.

### Rennen

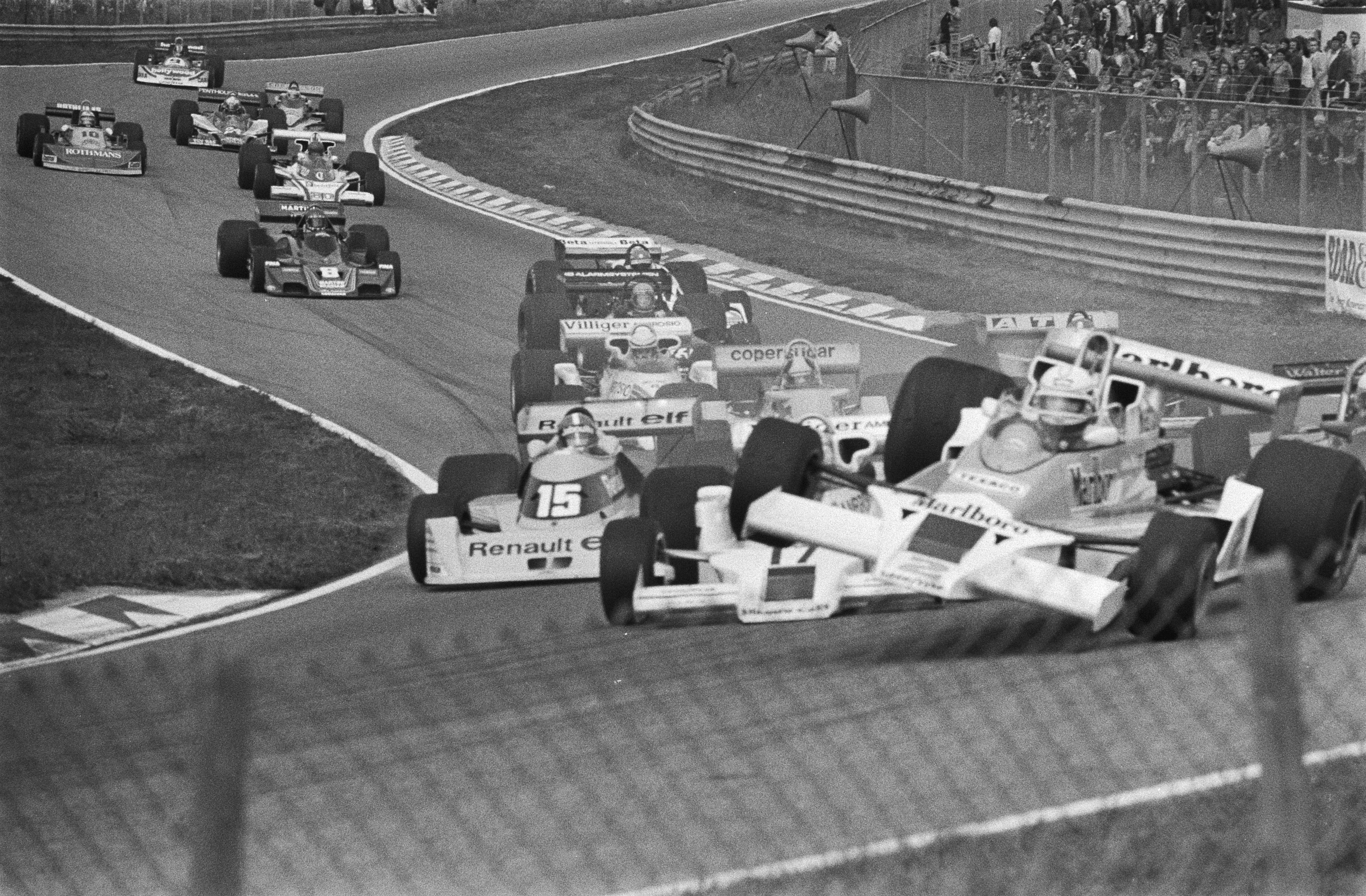
Die Kollision zwischen Alan Jones und Jochen Mass

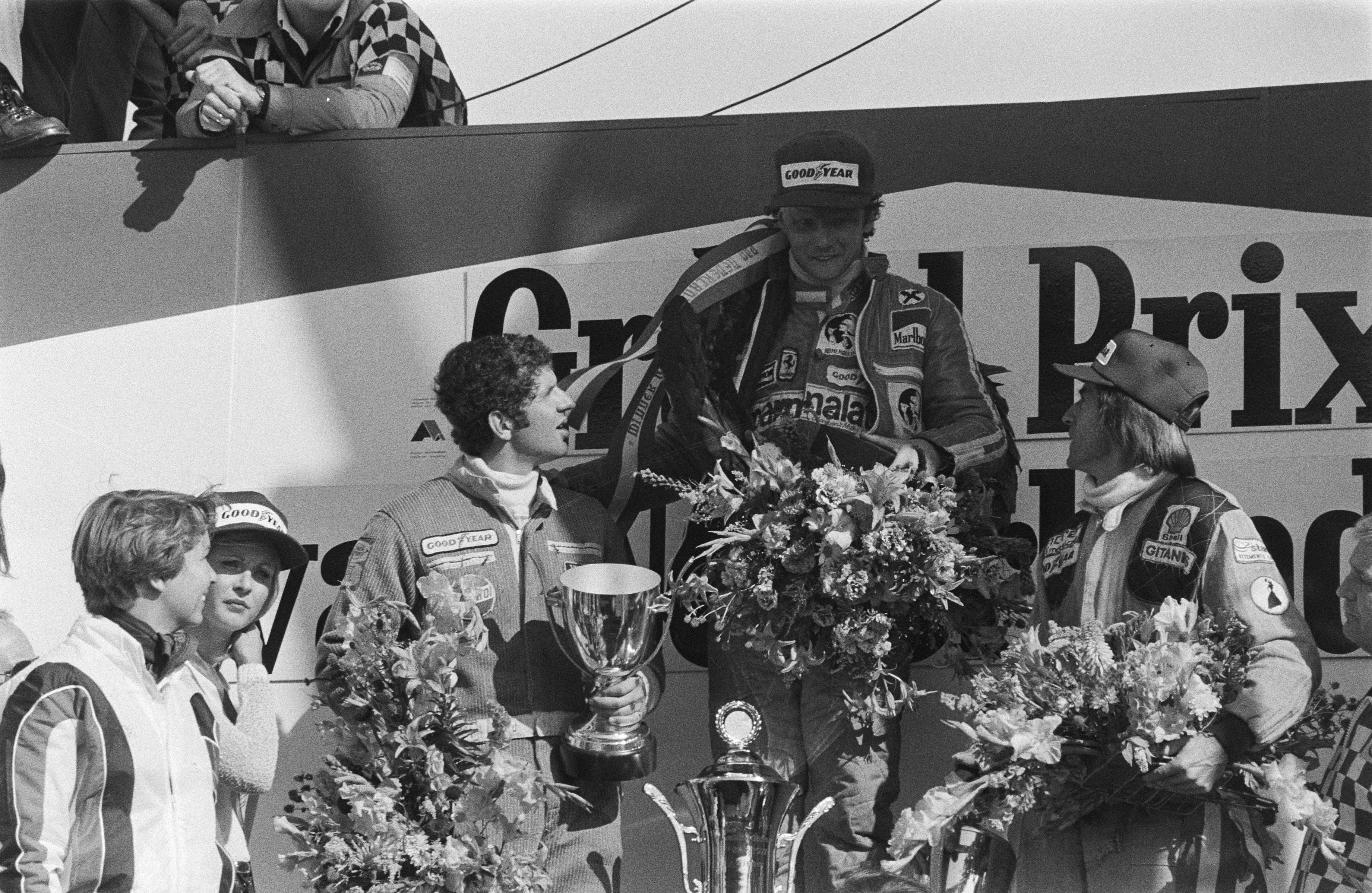
Niki Lauda am Siegespodest zwischen Jody Scheckter und Jacques Laffite

Hunt und Andretti erreichten nach dem Start nahezu gleichzeitig die erste Kurve namens Tarzanbocht, die damals wie heute in Form einer weitläufigen Haarnadelkurve ausgebildet war. Hunt befand sich auf der Innenseite, während Andretti vom Gas gehen musste, um nicht nach außen auf den Rasenstreifen zu gelangen. Profiteur dieses Zweikampfs war Laffite, der Andrettis mangelnden Schwung ausnutzte, um an ihm vorbeizuziehen. Weiter hinten im Feld beschädigte Watson seinen Wagen an einem Curb und Jochen Mass kollidierte mit Alan Jones. Mass schied aus, Jones konnte weiterfahren.
In der dritten Runde gelangte Andretti an Laffite vorbei zurück auf den zweiten Rang. Drei Runden später hatte er den führenden Hunt eingeholt und versuchte, das Manöver der ersten Runde in der Tarzanbocht zu wiederholen. Er befand sich wieder auf der Außenbahn, ging jedoch diesmal nicht vom Gas. Die beiden Wagen kollidierten am Ausgang der Kurve und Andretti drehte sich, konnte das Rennen allerdings an vierter Position liegend hinter Laffite, Lauda und Reutemann fortsetzen. Hunt steuerte seinen beschädigten Wagen an die Box, wo festgestellt wurde, dass eine Reparatur nicht möglich war.
Bis zur 15. Runde duellierte sich Andretti mit Reutemann um den dritten Platz. Dann schied er aufgrund eines Motorschadens aus. In der 20. Runde übernahm Lauda die Führung von Laffite und verteidigte sie fortan bis ins Ziel.
Bis zum 34. Umlauf hatte Nilsson auf Reutemann aufgeschlossen. Im Duell um den dritten Rang kollidierten die beiden. Nilsson schied aus, Reutemann konnte das Rennen auf dem 14. Platz liegend fortsetzen. Dadurch gelangte Patrick Tambay im Kunden-Ensign des noch jungen Theodore-Teams auf einen Podiumsrang. Kraftstoffmangel in der vorletzten Runde verhinderte jedoch die kleine Sensation und der dritte Platz ging letztendlich an Scheckter. Emerson Fittipaldi erreichte den vierten Rang vor Tambay, der trotz seines Ausfalls aufgrund der absolvierten Rundenzahl noch als Fünfter gewertet wurde, und Reutemann, der nach der Kollision noch insgesamt acht Plätze gutmachen konnte.

## Meldeliste
| Team                            | Nr. | Fahrer                | Chassis         | Motor                     | Reifen |
| ------------------------------- | --- | --------------------- | --------------- | ------------------------- | ------ |
| Marlboro Team McLaren           | 01  | James Hunt            | McLaren M26     | Ford Cosworth DFV 3.0 V8  | G      |
| Marlboro Team McLaren           | 02  | Jochen Mass           | McLaren M26     | Ford Cosworth DFV 3.0 V8  | G      |
| Elf Team Tyrrell                | 03  | Ronnie Peterson       | Tyrrell P34     | Ford Cosworth DFV 3.0 V8  | G      |
| Elf Team Tyrrell                | 04  | Patrick Depailler     | Tyrrell P34     | Ford Cosworth DFV 3.0 V8  | G      |
| John Player Team Lotus          | 05  | Mario Andretti        | Lotus 78        | Ford Cosworth DFV 3.0 V8  | G      |
| John Player Team Lotus          | 06  | Gunnar Nilsson        | Lotus 78        | Ford Cosworth DFV 3.0 V8  | G      |
| Martini Racing                  | 07  | John Watson           | Brabham BT45B   | Alfa Romeo 115-12 3.0 F12 | G      |
| Martini Racing                  | 08  | Hans-Joachim Stuck    | Brabham BT45B   | Alfa Romeo 115-12 3.0 F12 | G      |
| Hollywood March Racing          | 09  | Alex Ribeiro          | March 761B      | Ford Cosworth DFV 3.0 V8  | G      |
| Team Rothmans International     | 10  | Ian Scheckter         | March 771       | Ford Cosworth DFV 3.0 V8  | G      |
| Scuderia Ferrari SpA SEFAC      | 11  | Niki Lauda            | Ferrari 312T2   | Ferrari 015 3.0 F12       | G      |
| Scuderia Ferrari SpA SEFAC      | 12  | Carlos Reutemann      | Ferrari 312T2   | Ferrari 015 3.0 F12       | G      |
| Équipe Renault Elf              | 15  | Jean-Pierre Jabouille | Renault RS01    | Renault EF1 1.5 V6t       | M      |
| Shadow Racing Team              | 16  | Riccardo Patrese      | Shadow DN8      | Ford Cosworth DFV 3.0 V8  | G      |
| Shadow Racing Team              | 17  | Alan Jones            | Shadow DN8      | Ford Cosworth DFV 3.0 V8  | G      |
| Team Surtees                    | 18  | Vern Schuppan         | Surtees TS19    | Ford Cosworth DFV 3.0 V8  | G      |
| Beta Team Surtees               | 19  | Vittorio Brambilla    | Surtees TS19    | Ford Cosworth DFV 3.0 V8  | G      |
| Walter Wolf Racing              | 20  | Jody Scheckter        | Wolf WR2        | Ford Cosworth DFV 3.0 V8  | G      |
| Team Tissot Ensign with Castrol | 22  | Clay Regazzoni        | Ensign N177     | Ford Cosworth DFV 3.0 V8  | G      |
| Theodore Racing Hong Kong       | 23  | Patrick Tambay        | Ensign N177     | Ford Cosworth DFV 3.0 V8  | G      |
| Penthouse Rizla Racing          | 24  | Rupert Keegan         | Hesketh 308E    | Ford Cosworth DFV 3.0 V8  | G      |
| Hesketh Racing                  | 25  | Héctor Rebaque        | Hesketh 308E    | Ford Cosworth DFV 3.0 V8  | G      |
| Hesketh Racing                  | 39  | Ian Ashley            | Hesketh 308E    | Ford Cosworth DFV 3.0 V8  | G      |
| Ligier Gitanes                  | 26  | Jacques Laffite       | Ligier JS7      | Matra MS76 3.0 V12        | G      |
| Williams Grand Prix Engineering | 27  | Patrick Nève          | March 761       | Ford Cosworth DFV 3.0 V8  | G      |
| Copersucar-Fittipaldi           | 28  | Emerson Fittipaldi    | Copersucar FD05 | Ford Cosworth DFV 3.0 V8  | G      |
| Stanley B.R.M.                  | 29  | Teddy Pilette         | BRM P207        | BRM P202 3.0 V12          | G      |
| Chesterfield Racing             | 30  | Brett Lunger          | McLaren M23     | Ford Cosworth DFV 3.0 V8  | G      |
| RAM Racing/F&S Properties       | 32  | Michael Bleekemolen   | March 761       | Ford Cosworth DFV 3.0 V8  | G      |
| RAM Racing/F&S Properties       | 33  | Boy Hayje             | March 761       | Ford Cosworth DFV 3.0 V8  | G      |
| ATS Racing Team                 | 34  | Jean-Pierre Jarier    | Penske PC4      | Ford Cosworth DFV 3.0 V8  | G      |
| ATS Racing Team                 | 35  | Hans Binder           | Penske PC4      | Ford Cosworth DFV 3.0 V8  | G      |
| Team Merzario                   | 37  | Arturo Merzario       | March 761B      | Ford Cosworth DFV 3.0 V8  | G      |
| HB Bewaking Alarmsystemen       | 38  | Brian Henton          | Boro 001        | Ford Cosworth DFV 3.0 V8  | G      |

## Klassifikationen

### Startaufstellung
| Pos. | Fahrer                | Konstrukteur       | Zeit    | Ø-Geschwindigkeit | Start |
| ---- | --------------------- | ------------------ | ------- | ----------------- | ----- |
| 01   | Mario Andretti        | Lotus-Ford         | 1:18,65 | 193,434 km/h      | 01    |
| 02   | Jacques Laffite       | Ligier-Matra       | 1:19,27 | 191,921 km/h      | 02    |
| 03   | James Hunt            | McLaren-Ford       | 1:19,50 | 191,366 km/h      | 03    |
| 04   | Niki Lauda            | Ferrari            | 1:19,54 | 191,270 km/h      | 04    |
| 05   | Gunnar Nilsson        | Lotus-Ford         | 1:19,57 | 191,198 km/h      | 05    |
| 06   | Carlos Reutemann      | Ferrari            | 1:19,66 | 190,982 km/h      | 06    |
| 07   | Ronnie Peterson       | Tyrrell-Ford       | 1:19,85 | 190,527 km/h      | 07    |
| 08   | John Watson           | Brabham-Alfa Romeo | 1:19,93 | 190,337 km/h      | 08    |
| 09   | Clay Regazzoni        | Ensign-Ford        | 1:19,93 | 190,337 km/h      | 09    |
| 10   | Jean-Pierre Jabouille | Renault            | 1:20,13 | 189,861 km/h      | 10    |
| 11   | Patrick Depailler     | Tyrrell-Ford       | 1:20,14 | 189,838 km/h      | 11    |
| 12   | Patrick Tambay        | Ensign-Ford        | 1:20,23 | 189,625 km/h      | 12    |
| 13   | Alan Jones            | Shadow-Ford        | 1:20,24 | 189,601 km/h      | 13    |
| 14   | Jochen Mass           | McLaren-Ford       | 1:20,24 | 189,601 km/h      | 14    |
| 15   | Jody Scheckter        | Wolf-Ford          | 1:20,24 | 189,601 km/h      | 15    |
| 16   | Riccardo Patrese      | Shadow-Ford        | 1:20,43 | 189,153 km/h      | 16    |
| 17   | Emerson Fittipaldi    | Copersucar-Ford    | 1:20,53 | 188,918 km/h      | 17    |
| 18   | Hans Binder           | Penske-Ford        | 1:20,84 | 188,194 km/h      | 18    |
| 19   | Hans-Joachim Stuck    | Brabham-Alfa Romeo | 1:20,86 | 188,147 km/h      | 19    |
| 20   | Brett Lunger          | McLaren-Ford       | 1:20,87 | 188,124 km/h      | 20    |
| 21   | Jean-Pierre Jarier    | Penske-Ford        | 1:21,06 | 187,683 km/h      | 21    |
| 22   | Vittorio Brambilla    | Surtees-Ford       | 1:21,12 | 187,544 km/h      | 22    |
| 23   | Brian Henton          | Boro-Ford          | 1:21,13 | 187,521 km/h      | 23    |
| 24   | Alex Ribeiro          | March-Ford         | 1:21,16 | 187,452 km/h      | 24    |
| 25   | Ian Scheckter         | March-Ford         | 1:21,19 | 187,383 km/h      | 25    |
| 26   | Rupert Keegan         | Hesketh-Ford       | 1:21,53 | 186,601 km/h      | 26    |
| DNQ  | Patrick Nève          | March-Ford         | 1:21,67 | 186,281 km/h      | –     |
| DNQ  | Arturo Merzario       | March-Ford         | 1:21,79 | 186,008 km/h      | –     |
| DNQ  | Vern Schuppan         | Surtees-Ford       | 1:21,80 | 185,985 km/h      | –     |
| DNQ  | Ian Ashley            | Hesketh-Ford       | 1:21,85 | 185,872 km/h      | –     |
| DNQ  | Boy Hayje             | March-Ford         | 1:22,20 | 185,080 km/h      | –     |
| DNQ  | Héctor Rebaque        | Hesketh-Ford       | 1:22,49 | 184,430 km/h      | –     |
| DNQ  | Teddy Pilette         | B.R.M.             | 1:23,07 | 183,142 km/h      | –     |
| DNQ  | Michael Bleekemolen   | March-Ford         | 1:26,68 | 175,515 km/h      | –     |

### Rennen
| Pos. | Fahrer                | Konstrukteur       | Runden | Stopps | Zeit       | Start | Schnellste Runde |
| ---- | --------------------- | ------------------ | ------ | ------ | ---------- | ----- | ---------------- |
| 01   | Niki Lauda            | Ferrari            | 75     | 0      | 1:41:45,93 | 04    | 1:19,99 (72.)    |
| 02   | Jacques Laffite       | Ligier-Matra       | 75     | 0      | + 1,89     | 02    |                  |
| 03   | Jody Scheckter        | Wolf-Ford          | 74     | 0      | + 1 Runde  | 15    |                  |
| 04   | Emerson Fittipaldi    | Copersucar-Ford    | 74     | 0      | + 1 Runde  | 17    |                  |
| 05   | Patrick Tambay        | Ensign-Ford        | 73     | 0      | DNF        | 12    |                  |
| 06   | Carlos Reutemann      | Ferrari            | 73     | 1      | + 2 Runden | 06    |                  |
| 07   | Hans-Joachim Stuck    | Brabham-Alfa Romeo | 73     | 0      | + 2 Runden | 19    |                  |
| 08   | Hans Binder           | Penske-Ford        | 73     | 0      | + 2 Runden | 18    |                  |
| 09   | Brett Lunger          | McLaren-Ford       | 73     | 0      | + 2 Runden | 20    |                  |
| 10   | Ian Scheckter         | March-Ford         | 73     | 0      | + 2 Runden | 25    |                  |
| 11   | Alex Ribeiro          | March-Ford         | 72     | 0      | + 3 Runden | 24    |                  |
| 12   | Vittorio Brambilla    | Surtees-Ford       | 67     | 0      | DNF        | 22    |                  |
| 13   | Riccardo Patrese      | Shadow-Ford        | 67     | 0      | DNF        | 16    |                  |
| –    | Jean-Pierre Jabouille | Renault            | 39     | 0      | DNF        | 10    |                  |
| –    | Gunnar Nilsson        | Lotus-Ford         | 34     | 0      | DNF        | 05    |                  |
| –    | Alan Jones            | Shadow-Ford        | 32     | 0      | DNF        | 13    |                  |
| –    | Patrick Depailler     | Tyrrell-Ford       | 31     | 0      | DNF        | 11    |                  |
| –    | Ronnie Peterson       | Tyrrell-Ford       | 18     | 1      | DNF        | 07    |                  |
| –    | Clay Regazzoni        | Ensign-Ford        | 17     | 0      | DNF        | 09    |                  |
| –    | Mario Andretti        | Lotus-Ford         | 14     | 0      | DNF        | 01    |                  |
| –    | Rupert Keegan         | Hesketh-Ford       | 8      | 0      | DNF        | 26    |                  |
| –    | James Hunt            | McLaren-Ford       | 5      | 0      | DNF        | 03    |                  |
| –    | Jean-Pierre Jarier    | Penske-Ford        | 4      | 0      | DNF        | 21    |                  |
| –    | John Watson           | Brabham-Alfa Romeo | 2      | 0      | DNF        | 08    |                  |
| –    | Jochen Mass           | McLaren-Ford       | 0      | 0      | DNF        | 14    | –                |
| DSQ  | Brian Henton          | Boro-Ford          | 52     | 0      | DNF        | 23    |                  |

## WM-Stände nach dem Rennen
Die ersten sechs des Rennens bekamen 9, 6, 4, 3, 2 bzw. 1 Punkt(e). Es zählten nur die besten acht Ergebnisse aus den ersten neun Rennen und die besten sieben Ergebnisse aus den letzten acht Rennen. In der Konstrukteurswertung zählte nur das Ergebnis des bestplatzierten Fahrers eines Teams. Streichresultate sind in Klammern gesetzt.

### Fahrerwertung
| Pos. | Fahrer             | Konstrukteur                    | Punkte |
| ---- | ------------------ | ------------------------------- | ------ |
| 01   | Niki Lauda         | Ferrari                         | 63     |
| 02   | Jody Scheckter     | Wolf-Ford                       | 42     |
| 03   | Carlos Reutemann   | Ferrari                         | 35     |
| 04   | Mario Andretti     | Lotus-Ford                      | 32     |
| 05   | James Hunt         | McLaren-Ford                    | 22     |
| 06   | Gunnar Nilsson     | Lotus-Ford                      | 20     |
| 07   | Jochen Mass        | McLaren-Ford                    | 18     |
| 08   | Jacques Laffite    | Ligier-Matra                    | 16     |
| 09   | Alan Jones         | Shadow-Ford                     | 12     |
| 10   | Hans-Joachim Stuck | March-Ford / Brabham-Alfa Romeo | 12     |
| 11   | Emerson Fittipaldi | Copersucar-Ford                 | 11     |
| 12   | Patrick Depailler  | Tyrrell-Ford                    | 10     |
| 13   | John Watson        | Brabham-Alfa Romeo              | 9      |
| 14   | Ronnie Peterson    | Tyrrell-Ford                    | 6      |
| 15   | Carlos Pace †      | Brabham-Alfa Romeo              | 6      |
| 16   | Vittorio Brambilla | Surtees-Ford                    | 5      |
| 17   | Patrick Tambay     | Ensign-Ford                     | 3      |
| 18   | Clay Regazzoni     | Ensign-Ford                     | 1      |
| 19   | Renzo Zorzi        | Shadow-Ford                     | 1      |
| 20   | Jean-Pierre Jarier | Penske-Ford                     | 1      |
| 21   | Vern Schuppan      | Surtees-Ford                    | 0      |

| Pos. | Fahrer                | Konstrukteur               | Punkte |
| ---- | --------------------- | -------------------------- | ------ |
| 22   | Ingo Hoffmann         | Copersucar-Ford            | 0      |
| 23   | Rupert Keegan         | Hesketh-Ford               | 0      |
| 24   | Alex Ribeiro          | March-Ford                 | 0      |
| 25   | Hans Binder           | Surtees-Ford / Penske-Ford | 0      |
| 26   | Riccardo Patrese      | Shadow-Ford                | 0      |
| 27   | Harald Ertl           | Hesketh-Ford               | 0      |
| 28   | Patrick Nève          | March-Ford                 | 0      |
| 29   | Jackie Oliver         | Shadow-Ford                | 0      |
| 30   | Brett Lunger          | March-Ford / McLaren-Ford  | 0      |
| 31   | Brian Henton          | March-Ford                 | 0      |
| 32   | Jacky Ickx            | Ensign-Ford                | 0      |
| 33   | Ian Scheckter         | March-Ford                 | 0      |
| 34   | Gilles Villeneuve     | McLaren-Ford               | 0      |
| 35   | Larry Perkins         | B.R.M. / Surtees-Ford      | 0      |
| 36   | David Purley          | LEC-Ford                   | 0      |
| 37   | Emilio de Villota     | McLaren-Ford               | 0      |
| 38   | Arturo Merzario       | March-Ford / Shadow-Ford   | 0      |
| –    | Tom Pryce †           | Shadow-Ford                | 0      |
| –    | Boy Hayje             | March-Ford                 | 0      |
| –    | Jean-Pierre Jabouille | Renault                    | 0      |
| –    | Héctor Rebaque        | Hesketh-Ford               | 0      |

### Konstrukteurswertung
| Pos. | Konstrukteur       | Punkte  |
| ---- | ------------------ | ------- |
| 01   | Ferrari            | 80 (82) |
| 02   | Lotus-Ford         | 47      |
| 03   | Wolf-Ford          | 42      |
| 04   | McLaren-Ford       | 35      |
| 05   | Brabham-Alfa Romeo | 27      |
| 06   | Tyrrell-Ford       | 16      |
| 07   | Ligier-Matra       | 16      |
| 08   | Shadow-Ford        | 13      |
| 09   | Copersucar-Ford    | 11      |

| Pos. | Konstrukteur | Punkte |
| ---- | ------------ | ------ |
| 10   | Surtees-Ford | 5      |
| 11   | Ensign-Ford  | 4      |
| 12   | Penske-Ford  | 1      |
| 13   | March-Ford   | 0      |
| 14   | Hesketh-Ford | 0      |
| 15   | LEC-Ford     | 0      |
| –    | B.R.M.       | 0      |
| –    | Renault      | 0      |